# Жилой дом (улица Кушакевичей)
Жилой дом — памятник архитектуры местного значения в Нежине.

## История
Изначально объект был внесён в «список памятников архитектуры вновь выявленных» под названием Жилой дом.
Приказом Министерства культуры и туризма от 21.12.2012 № 1566 присвоен статус памятник архитектуры местного значения с охранным № 10029-Чр под названием Жилой дом.

## Описание
Дом построен в начале XX века на углу современных улицы Кушакевичей и Гребеля.
Каменный, двухэтажный, симметричный, прямоугольный в плане дом, площадью 1023,1 м². Фасад расчленяют пилястры, которые завершают боковые фронтоны. Фасад украшен орнаментальной кирпичной кладкой, которая подчеркивает нарастание форм вверх к карнизу дома. Четырёхугольные оконные проёмы увенчаны наличниками. Имеет два входа: с левой стороны и по центру фасада. Над центральным входом — балкон. Некоторые окна торцов замурованные. С юга примыкает одноэтажный дом позднего периода строительства.
Установлена мемориальная доска основателю и главе очага Народного движения Украины в Нежине и Нежинском районе, заслуженному врачу Украины Владимиру Болеславовичу Максимонько, который здесь работал в 1979—2001 годы.
Здесь размещался Нежинский кожно-венерологический диспансер.
В 2022 году здание выставлено на продажу.